# Liga Narodów UEFA Kobiet (2025)
Liga Narodów UEFA Kobiet 2025 – 2. edycja Ligi Narodów UEFA Kobiet, rozgrywana od 21 lutego do 28 października 2025. Wezmą w niej udział żeńskie reprezentacje seniorskie 53 europejskich federacji krajowych zrzeszonych w UEFA, czyli wszystkie oprócz San Marino i zdyskwalifikowanej Rosji, o 2 więcej niż w poprzedniej edycji – zadebiutują Liechtenstein i Gibraltar.
Wyniki tej edycji będą podstawą do rozstawień w eliminacjach mistrzostw świata 2027 w Brazylii.

## Format rozgrywek
Drużyny uczestniczące w rozgrywkach podzielono na trzy dywizje (A, B, C), a w ramach każdej dywizji – na cztery koszyki.
W każdej dywizji wylosowane zostaną cztery grupy składające się z 4 zespołów (wyjątkiem jest dywizja C, gdzie czwarta, piąta i szósta grupa są z trzema drużynami). Losowanie odbyło się 7 listopada 2024. Mecze w grupach odbędą się systemem kołowym (mecz i rewanż) od lutego do czerwca 2025 r..
Zwycięzcy grup w dywizjach B i C awansują do dywizji A i B eliminacji MŚ 2027. Analogicznie zespoły z ostatnich miejsc grup w dywizji A spadną do dywizji B, a zespoły z ostatnich miejsc w grupach dywizji B oraz dwie drużyny z trzeciego miejsca z najmniejszą liczbą punktów spadną do dywizji C.
Drugie miejsca z dywizji B grają mecze barażowe z drużyną z trzeciego miejsca z grup dywizji A. Z kolei dwóch najlepszych wicemistrzów z dywizji C zagra z dwoma najlepszymi trzecimi drużynami z dywizji B. Zwycięzcy baraży zagrają w następnym eliminacjach w wyższej lidze, a przegrani - w niższej.
Czterej zwycięzcy grup w dywizji A awansują do Turnieju Finałowego, który zostanie rozegrany w październiku i grudniu 2025 roku. Mecze barażowe zostaną rozegrane w październiku 2025 r.

## Drużyny uczestniczące i ich podział
Na podstawie:
| Koszyk | Drużyna    |
| ------ | ---------- |
| 1      | Hiszpania  |
| 1      | Niemcy     |
| 1      | Francja    |
| 1      | Włochy     |
| 2      | Islandia   |
| 2      | Dania      |
| 2      | Anglia     |
| 2      | Holandia   |
| 3      | Szwecja    |
| 3      | Norwegia   |
| 3      | Austria    |
| 3      | Belgia     |
| 4      | Portugalia |
| 4      | Szkocja    |
| 4      | Szwajcaria |
| 4      | Walia      |

| Koszyk | Drużyna              |
| ------ | -------------------- |
| 1      | Finlandia            |
| 1      | Czechy               |
| 1      | Irlandia             |
| 1      | Polska               |
| 2      | Serbia               |
| 2      | Ukraina              |
| 2      | Irlandia Północna    |
| 2      | Turcja               |
| 3      | Chorwacja            |
| 3      | Węgry                |
| 3      | Bośnia i Hercegowina |
| 3      | Słowenia             |
| 4      | Rumunia              |
| 4      | Białoruś             |
| 4      | Grecja               |
| 4      | Albania              |

| Koszyk | Drużyna            |
| ------ | ------------------ |
| 1      | Słowacja           |
| 1      | Azerbejdżan        |
| 1      | Malta              |
| 1      | Izrael             |
| 1      | Kosowo             |
| 1      | Luksemburg         |
| 2      | Czarnogóra         |
| 2      | Gruzja             |
| 2      | Bułgaria           |
| 2      | Łotwa              |
| 2      | Wyspy Owcze        |
| 2      | Armenia            |
| 3      | Macedonia Północna |
| 3      | Estonia            |
| 3      | Litwa              |
| 3      | Kazachstan         |
| 3      | Mołdawia           |
| 3      | Cypr               |
| 4      | Andora             |
| 4      | Gibraltar          |
| 4      | Liechtenstein      |

Do rozgrywek nie przystąpiły następujące reprezentacje:
- San Marino
- Rosja (została wykluczona)

## Dywizja A

### Grupa 1
| Lp. | Drużyna     | M | Mecze | Mecze | Mecze | Bramki | Bramki | Bramki | Pkt |
| Lp. | Drużyna     | M | W     | R     | P     | +      | −      | +/−    | Pkt |
| --- | ----------- | - | ----- | ----- | ----- | ------ | ------ | ------ | --- |
| 1.  | Niemcy (A)  | 6 | 5     | 1     | 0     | 26     | 4      | +22    | 16  |
| 2.  | Holandia    | 6 | 3     | 2     | 1     | 11     | 10     | +1     | 11  |
| 3.  | Austria     | 6 | 2     | 0     | 4     | 7      | 16     | −9     | 6   |
| 4.  | Szkocja (E) | 6 | 0     | 1     | 5     | 3      | 15     | −12    | 1   |

### Grupa 2
| Lp. | Drużyna        | M | Mecze | Mecze | Mecze | Bramki | Bramki | Bramki | Pkt |
| Lp. | Drużyna        | M | W     | R     | P     | +      | −      | +/−    | Pkt |
| --- | -------------- | - | ----- | ----- | ----- | ------ | ------ | ------ | --- |
| 1.  | Francja (A)    | 6 | 6     | 0     | 0     | 14     | 2      | +12    | 18  |
| 2.  | Norwegia       | 6 | 2     | 2     | 2     | 4      | 5      | −1     | 8   |
| 3.  | Islandia       | 6 | 0     | 4     | 2     | 6      | 9      | −3     | 4   |
| 4.  | Szwajcaria (E) | 6 | 0     | 2     | 4     | 4      | 12     | −8     | 2   |

### Grupa 3
| Lp. | Drużyna        | M | Mecze | Mecze | Mecze | Bramki | Bramki | Bramki | Pkt |
| Lp. | Drużyna        | M | W     | R     | P     | +      | −      | +/−    | Pkt |
| --- | -------------- | - | ----- | ----- | ----- | ------ | ------ | ------ | --- |
| 1.  | Hiszpania (A)  | 6 | 5     | 0     | 1     | 21     | 8      | +13    | 15  |
| 2.  | Anglia         | 6 | 3     | 1     | 2     | 16     | 6      | +10    | 10  |
| 3.  | Belgia         | 6 | 2     | 0     | 4     | 9      | 16     | −7     | 6   |
| 4.  | Portugalia (E) | 6 | 1     | 1     | 4     | 5      | 21     | −16    | 4   |

### Grupa 4
| Lp. | Drużyna     | M | Mecze | Mecze | Mecze | Bramki | Bramki | Bramki | Pkt |
| Lp. | Drużyna     | M | W     | R     | P     | +      | −      | +/−    | Pkt |
| --- | ----------- | - | ----- | ----- | ----- | ------ | ------ | ------ | --- |
| 1.  | Szwecja (A) | 6 | 3     | 3     | 0     | 13     | 6      | +7     | 12  |
| 2.  | Włochy      | 6 | 3     | 1     | 2     | 11     | 7      | +4     | 10  |
| 3.  | Dania       | 6 | 3     | 0     | 3     | 8      | 13     | −5     | 9   |
| 4.  | Walia (E)   | 6 | 0     | 2     | 4     | 4      | 10     | −6     | 2   |

## Dywizja B

### Grupa 1
| Lp. | Drużyna              | M | Mecze | Mecze | Mecze | Bramki | Bramki | Bramki | Pkt |
| Lp. | Drużyna              | M | W     | R     | P     | +      | −      | +/−    | Pkt |
| --- | -------------------- | - | ----- | ----- | ----- | ------ | ------ | ------ | --- |
| 1.  | Polska (A)           | 6 | 5     | 1     | 0     | 16     | 2      | +14    | 16  |
| 2.  | Irlandia Północna    | 6 | 2     | 2     | 2     | 6      | 10     | −4     | 8   |
| 3.  | Bośnia i Hercegowina | 6 | 1     | 2     | 3     | 9      | 12     | −3     | 5   |
| 4.  | Rumunia (E)          | 6 | 1     | 1     | 4     | 3      | 10     | −7     | 4   |

### Grupa 2
| Lp. | Drużyna      | M | Mecze | Mecze | Mecze | Bramki | Bramki | Bramki | Pkt |
| Lp. | Drużyna      | M | W     | R     | P     | +      | −      | +/−    | Pkt |
| --- | ------------ | - | ----- | ----- | ----- | ------ | ------ | ------ | --- |
| 1.  | Słowenia (A) | 6 | 5     | 0     | 1     | 12     | 2      | +10    | 15  |
| 2.  | Irlandia     | 6 | 5     | 0     | 1     | 10     | 6      | +4     | 15  |
| 3.  | Turcja       | 6 | 2     | 0     | 4     | 3      | 7      | −4     | 6   |
| 4.  | Grecja (E)   | 6 | 0     | 0     | 6     | 2      | 12     | −10    | 0   |

### Grupa 3
| Lp. | Drużyna      | M | Mecze | Mecze | Mecze | Bramki | Bramki | Bramki | Pkt |
| Lp. | Drużyna      | M | W     | R     | P     | +      | −      | +/−    | Pkt |
| --- | ------------ | - | ----- | ----- | ----- | ------ | ------ | ------ | --- |
| 1.  | Serbia (A)   | 6 | 4     | 2     | 0     | 7      | 1      | +6     | 14  |
| 2.  | Finlandia    | 6 | 3     | 2     | 1     | 8      | 2      | +6     | 11  |
| 3.  | Węgry        | 6 | 1     | 1     | 4     | 2      | 6      | −4     | 4   |
| 4.  | Białoruś (E) | 6 | 0     | 3     | 3     | 0      | 8      | −8     | 3   |

### Grupa 4
| Lp. | Drużyna       | M | Mecze | Mecze | Mecze | Bramki | Bramki | Bramki | Pkt |
| Lp. | Drużyna       | M | W     | R     | P     | +      | −      | +/−    | Pkt |
| --- | ------------- | - | ----- | ----- | ----- | ------ | ------ | ------ | --- |
| 1.  | Ukraina (A)   | 6 | 4     | 1     | 1     | 8      | 6      | +2     | 13  |
| 2.  | Czechy        | 6 | 4     | 1     | 1     | 17     | 4      | +13    | 13  |
| 3.  | Albania       | 6 | 2     | 0     | 4     | 10     | 12     | −2     | 6   |
| 4.  | Chorwacja (E) | 6 | 1     | 0     | 5     | 4      | 17     | −13    | 3   |

## Dywizja C

### Grupa 1
| Lp. | Drużyna      | M | Mecze | Mecze | Mecze | Bramki | Bramki | Bramki | Pkt |
| Lp. | Drużyna      | M | W     | R     | P     | +      | −      | +/−    | Pkt |
| --- | ------------ | - | ----- | ----- | ----- | ------ | ------ | ------ | --- |
| 1.  | Słowacja (A) | 6 | 6     | 0     | 0     | 27     | 1      | +26    | 18  |
| 2.  | Wyspy Owcze  | 6 | 3     | 1     | 2     | 10     | 6      | +4     | 10  |
| 3.  | Mołdawia     | 6 | 2     | 1     | 3     | 6      | 6      | 0      | 7   |
| 4.  | Gibraltar    | 6 | 0     | 0     | 6     | 0      | 30     | −30    | 0   |

### Grupa 2
| Lp. | Drużyna | M | Mecze | Mecze | Mecze | Bramki | Bramki | Bramki | Pkt |
| Lp. | Drużyna | M | W     | R     | P     | +      | −      | +/−    | Pkt |
| --- | ------- | - | ----- | ----- | ----- | ------ | ------ | ------ | --- |
| 1.  | Cypr    | 3 | 2     | 1     | 0     | 6      | 4      | +2     | 7   |
| 2.  | Malta   | 3 | 2     | 0     | 1     | 5      | 4      | +1     | 6   |
| 3.  | Gruzja  | 3 | 1     | 0     | 2     | 5      | 6      | −1     | 3   |
| 4.  | Andora  | 3 | 0     | 1     | 2     | 3      | 5      | −2     | 1   |

### Grupa 3
| Lp. | Drużyna       | M | Mecze | Mecze | Mecze | Bramki | Bramki | Bramki | Pkt |
| Lp. | Drużyna       | M | W     | R     | P     | +      | −      | +/−    | Pkt |
| --- | ------------- | - | ----- | ----- | ----- | ------ | ------ | ------ | --- |
| 1.  | Luksemburg    | 3 | 2     | 1     | 0     | 12     | 3      | +9     | 7   |
| 2.  | Armenia       | 3 | 2     | 0     | 1     | 9      | 4      | +5     | 6   |
| 3.  | Kazachstan    | 3 | 1     | 1     | 1     | 6      | 4      | +2     | 4   |
| 4.  | Liechtenstein | 3 | 0     | 0     | 3     | 1      | 17     | −16    | 0   |

### Grupa 4
| Lp. | Drużyna     | M | Mecze | Mecze | Mecze | Bramki | Bramki | Bramki | Pkt |
| Lp. | Drużyna     | M | W     | R     | P     | +      | −      | +/−    | Pkt |
| --- | ----------- | - | ----- | ----- | ----- | ------ | ------ | ------ | --- |
| 1.  | Czarnogóra  | 2 | 1     | 1     | 0     | 3      | 1      | +2     | 4   |
| 2.  | Azerbejdżan | 2 | 1     | 1     | 0     | 2      | 0      | +2     | 4   |
| 3.  | Litwa       | 2 | 0     | 0     | 2     | 1      | 3      | −2     | 0   |

### Grupa 5
| Lp. | Drużyna  | M | Mecze | Mecze | Mecze | Bramki | Bramki | Bramki | Pkt |
| Lp. | Drużyna  | M | W     | R     | P     | +      | −      | +/−    | Pkt |
| --- | -------- | - | ----- | ----- | ----- | ------ | ------ | ------ | --- |
| 1.  | Izrael   | 2 | 2     | 0     | 0     | 6      | 2      | +4     | 6   |
| 2.  | Estonia  | 2 | 0     | 1     | 1     | 1      | 3      | −2     | 1   |
| 3.  | Bułgaria | 2 | 0     | 1     | 1     | 1      | 3      | −2     | 1   |

### Grupa 6
| Lp. | Drużyna            | M | Mecze | Mecze | Mecze | Bramki | Bramki | Bramki | Pkt |
| Lp. | Drużyna            | M | W     | R     | P     | +      | −      | +/−    | Pkt |
| --- | ------------------ | - | ----- | ----- | ----- | ------ | ------ | ------ | --- |
| 1.  | Łotwa              | 1 | 1     | 0     | 0     | 1      | 0      | +1     | 3   |
| 2.  | Kosowo             | 2 | 1     | 0     | 1     | 4      | 1      | +3     | 3   |
| 3.  | Macedonia Północna | 1 | 0     | 0     | 1     | 0      | 4      | −4     | 0   |

## Strzelczynie

### 5 goli
- Tamara Morávková

### 4 gole
- Antri Violari
- Karólína Lea Vilhjálmsdóttir
- Zara Kramžar

### 3 gole
- Lara Kazanchian
- Sofija Krajšumović
- Armisa Kuč
- Kateřina Svitková
- Sandy Baltimore
- Lineth Beerensteyn
- Amy Thompson
- Selina Cerci
- Giovanna Hoffmann
- Klaudia Fabová
- Lara Prašnikar

### 2 gole
- Fortesa Berisha
- Megi Doçi
- Teresa Armengol
- Svetlana Karagezian
- Oksanna Pizlova
- Marija Milinković
- Eva Bartoňová
- Andrea Stašková
- Marie-Antoinette Katoto
- Veatriki Sarri
- Teona Bakradze
- Natia Danelia
- Amber Barrett
- Kyra Carusa
- Simone Magill
- Bibigul Nurusheva
- Anastassiya Nizamutdinova
- Kaltrina Biqkaj
- Marta Estévez García
- Caroline Jorge
- Laura Miller
- Charlotte Schmit
- Maria Farrugia
- Laura Freigang
- Lea Schüller
- Adriana Achcińska
- Ewa Pajor
- Olha Owdijczuk
- Heidi Sevdal

### 1 gol
- Klea Hamonikaj
- Alma Hilaj
- Laia Solé Palau
- Maral Artin
- Anna Dallakyan
- Julia Hickelsberger
- Maria Plattner
- Lilli Purtscheller
- Annabel Schasching
- Esra Manya
- Nigar Mirzaliyeva
- Emina Ekić
- Minela Gačanica
- Lora Petrova
- Kristina Nevrkla
- Marilia Constantinou
- Eirini Michail
- Michaela Khýrová
- Tereza Krejčiříková
- Katrin Kirpu
- Eva Nyström
- Selma Bacha
- Kadidiatou Diani
- Clara Matéo
- Maiko Bebia
- Damaris Egurrola
- Chasity Grant
- Jackie Groenen
- Wieke Kaptein
- Vivianne Miedema
- Sherida Spitse
- Daniëlle van de Donk
- Anna Patten
- Marissa Sheva
- Jessie Stapleton
- Danielle Maxwell
- Brenna McPartlan
- Kascie Weir
- Ingibjörg Sigurðardóttir
- Eden Avital
- Marian Awad
- Elianna Beard
- Irena Kuznezov
- Noa Selimhodzic
- Michaelit Workou
- Karina Berikova
- Amina Bibossynova
- Gentiana Fetaj
- Valentina Metaj
- Marija Galkina
- Ana Barbosa Abreu
- Charlotte Schmit
- Amy Thompson
- Haley Bugeja
- Shona Zammit
- Carolina Țabur
- Linda Dallmann
- Vivien Endemann
- Sjoeke Nüsken
- Elisa Senß
- Cora Zicai
- Caroline Graham Hansen
- Elisabeth Terland
- Ewelina Kamczyk
- Natalia Padilla-Bidas
- Klaudia Słowińska
- Martyna Wiankowska
- Weronika Zawistowska
- Mihaela Ciolacu
- Jovana Damnjanović
- Nina Matejić
- Patrícia Hmírová
- Victoria Kaláberová
- Nikola Rybanská
- Dominika Škorvánková
- Nina Kajzba
- Špela Kolbl
- Maja Sternad
- Emma Lawton
- Géraldine Reuteler
- Sydney Schertenleib
- Smilla Vallotto
- Elif Keskin
- Jana Kalinina
- Yana Kotyk
- Nicole Kozlova
- Diána Csányi
- Anna Csiki
- Durita Hummeland

### Gole samobójcze
- Sara Papadopoulou (dla Malty)
- Áslaug Munda Gunnlaugsdóttir (dla Szwajcarii)
- Florentina Spânu (dla Bośni i Hercegowiny)
- Sophie Howard (dla Niemiec)

## Klasyfikacja końcowa
| Dywizja A |
| złoto     |
| srebro    |
| brąz      |
| 4.        |
| 5.        |
| 6.        |
| 7.        |
| 8.        |
| 9.        |
| 10.       |
| 11.       |
| 12.       |
| 13.       |
| 14.       |
| 15.       |
| 16.       |
| Dywizja B |
| 17.       |
| 18.       |
| 19.       |
| 20.       |
| 21.       |
| 22.       |
| 23.       |
| 24.       |
| 25.       |
| 26.       |
| 27.       |
| 28.       |
| 29.       |
| 30.       |
| 31.       |
| 32.       |
| Dywizja C |
| 33.       |
| 34.       |
| 35.       |
| 36.       |
| 37.       |
| 38.       |
| 39.       |
| 40.       |
| 41.       |
| 42.       |
| 43.       |
| 44.       |
| 45.       |
| 46.       |
| 47.       |
| 48.       |
| 49.       |
| 50.       |
| 51.       |
| 52.       |
| 53.       |